# 박규리
박규리(朴奎利, 1988년 5월 21일 ~ )는 대한민국의 가수이자 배우로 걸그룹 카라의 멤버이다. 어머니는 MBC 3기 성우 박소현이다.

## 학력
- 선일초등학교 (졸업)[3]
- 경원중학교 (졸업)
- 안양예술고등학교 (졸업)
- 동덕여자대학교 방송연예학과

## 경력

### 1995 ~ 2006
박규리는 1995년 MBC 코미디 프로그램 《오늘은 좋은 날》의 한 코너 "소나기"에서 수미 역으로 출연했으며 연예계 데뷔를 했다.
이후, 2001년 SBS 드라마 《여인천하》에서 능금 역을 맡은 김정은의 아역으로 출연했다.
2006년에는 '미녀는 석류를 좋아해' TV 광고에도 출연했다.

### 2007 ~ 2016
이상민이 프로듀서로 있던 '상마인드'에서 연습생 생활을 했던 박규리는 2007년 3월 29일 걸 그룹 카라로 데뷔했다.
2008년 11월 MBC 시트콤 《그분이 오신다》에서 특별출연 했으며, 2009년 11월 MBC 드라마 《히어로》에서 카라 멤버들과 함께 특별출연 했다.
2011년 1월부터 4월까지 방영된 카라 주연의 드라마 《카라의 이중생활》에 규리 역으로 출연했으며, 같은 해 7월 뮤지컬 《미녀는 괴로워》의 주인공인 '강한별/제니'역에 바다와 함께 더블 캐스팅되었다.
2011년 2월 24일 개봉된 극장판 애니메이션 《알파 앤 오메가》의 한국어 더빙을 맡았으며, 케이트 역을 연기했다.

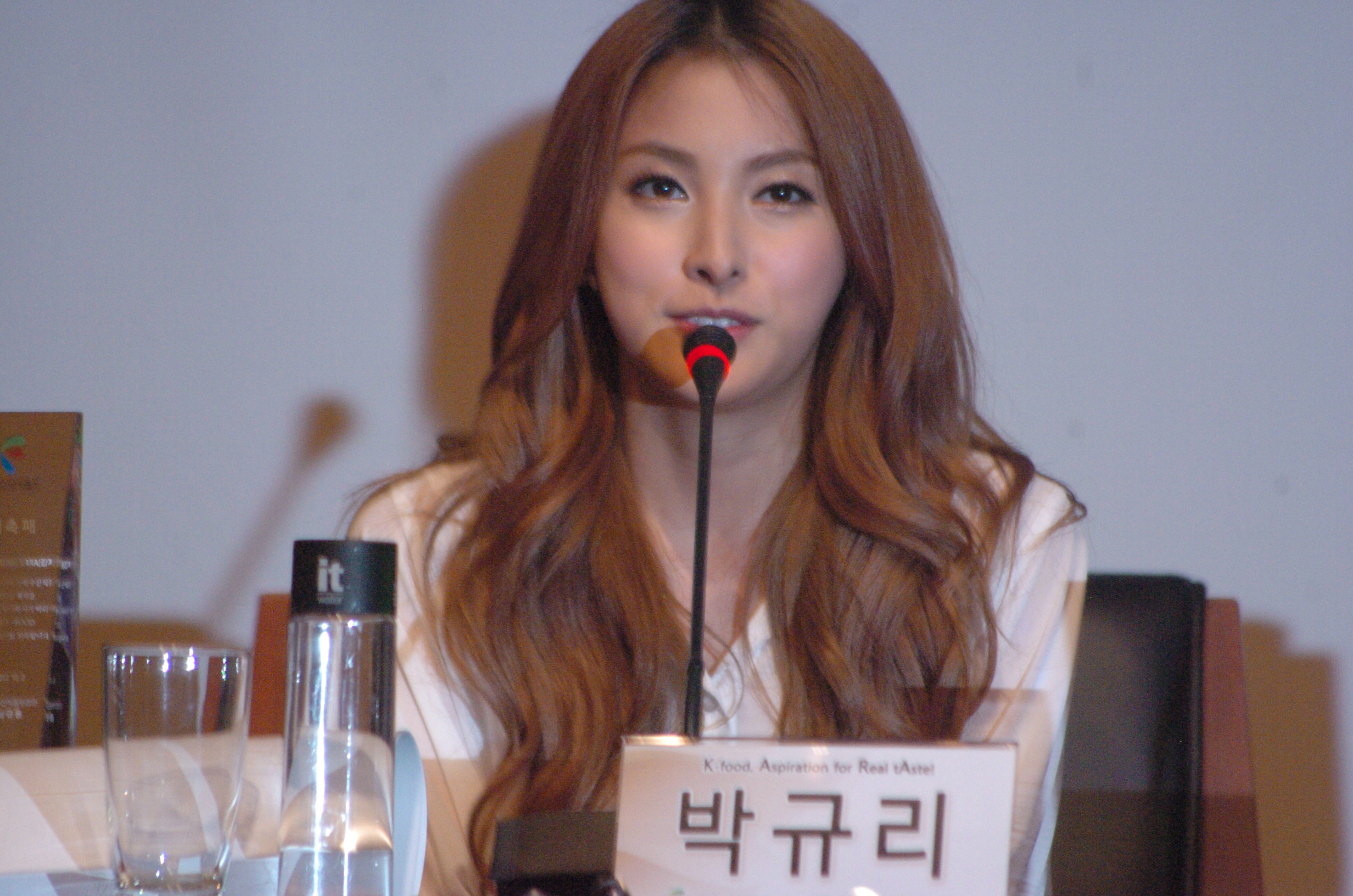
2012년 K-FOOD 홍보대사 위촉식에서 박규리

2012년 11월 MBC 시트콤 《엄마가 뭐길래》에서 문희네 집 2층 세입자 역으로 특별출연 했다.
2013년 5월부터 방송된 MBC QueeN의 드라마 《네일샵 파리스》에서 꽃미남 직원들이 운영하는 네일샵에 남장으로 위장 취업한 홍여주 역을 맡았다.성인 연기로는 첫 작품이다.
같은 해 10월 8일부터 2014년 5월 27일까지 SBS MTV의 음악 프로그램 《더 쇼: 올 어바웃 케이팝》에서 한승연과 함께 MC를 맡았다.
2013년 크리스마스 특집으로 SBS에서 방영한 카라를 주인공으로 만든 애니메이션 《카라 더 애니메이션》에서 멕시코시티 경찰서 소속의 특수경찰 역을 맡았으며 린다 박사 역을 맡은 어머니 박소현과 함께 녹음에 참여했다.
2014년 6월부터 7월까지 방영한 카라 멤버 5명이 각각의 단막극에 주인공으로 출연한 5부작 씨네 드라마 《시크릿 러브》의 다섯번째 에피소드 "천사와 커피를 마셔본 적 있나요?"에서 박선우 역으로 출연했다.
2016년 1월 15일 한승연, 구하라와 함께 DSP 미디어와 전속계약을 마감했다. 같은 해 1월부터 방영된 KBS1 드라마 《장영실》에서 명나라 대신 주태공(임동진 분)의 딸 주부령 역으로 출연했으며, 4월에 개봉한 로맨스 영화 《두 개의 연애》에 재일교포 출신 기자 미나 역으로 출연했으며 또한 영화의 엔딩 타이틀곡 〈봄눈〉을 직접 불렀다. 영화의 마지막을 장식한 '봄눈'은 2009년 발표된 가수 박지윤의 7집 '꽃, 다시 첫 번째' 앨범의 수록곡으로 시적인 가사와 서정적인 멜로디로 당시에도 많은 사랑을 받았던 곡이다.
그후 그녀는 인터뷰를 가졌으며 첫 영화에 재일 교포 역할이 쉽지는 않았을 것 같지만 이전 일본 활동 이력이 도움이 되지 않았나? 라는 질문에 일본어 연기가 쉽지 않았다고 언급했다.
| “ | 대사의 90%가 일본어라서 굉장히 많은 노력을 했다. 물론 일본 활동 때의 이력이 도움이 많이 될 거라 생각해 자신감을 가진 부분도 있었다. 그런데 그때 사용한 일본어와 연기할 때의 일본어 느낌은 다르더라 그 차이점을 느끼고 난 뒤 일본 영화, 일본 드라마를 계속 틀어놓고 마치 현지에 온 것처럼 생활했다. | ” |
|   | — osen, 2016년 12월 29일 |   |

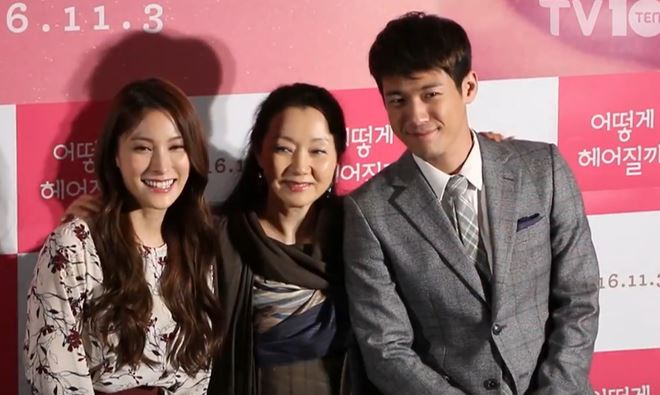
2016년 10월, 영화 《어떻게 헤어질까》 언론시사회에 이영란, 서준영과 함께한 박규리

2016년 7월 20일 모션미디어(現 다인 엔터테인먼트)와 전속계약을 맺었으며, 연기자로 전향했다.
같은 해 11월에 개봉한 영화 《어떻게 헤어질까》에서 여행잡지사 기자 이정 역을 맡았으며 서준영을 파트너로 연기하였다.

### 2017 ~ 현재
2017년 5월 말부터 11월까지 방영한 KBS1 일일드라마 《무궁화 꽃이 피었습니다》에서 대기업 프로그래머로 일하다 특채로 경찰이된 참수리 파출소 경장 장은주 역을 맡았고,
같은 해 6월 공개된 단편 배리어프리 영화 《볼링블링》에서 시각장애인 희준(김흥수 분)을 좋아하는 볼링장 직원 보라 역으로 출연했다.이후, 박규리는 음악감독 BRAVE와의 오랜 친분으로 TV조선 시트콤 《너의 등짝에 스매싱》 O.S.T 솔로곡 Universe에 참여했다. 음원은 12월 27일 발매되었다.
10월 2일 신영일 아나운서와 함께 ‘제10회 코리아 드라마 어워즈’ 진행을 맡았고, 또한 드라마 《무궁화 꽃이 피었습니다》 로 한류스타상을 수상했다.
12월 30일, 일본 도쿄에서 팬미팅 'Last Day in 2017 with gyuri'를 개최해 120분 동안 팬들과 뜻 깊은 시간을 보냈다. 이번 팬미팅은 런치쇼-디너쇼 형식으로 구성되어 2017년 마지막을 박규리와 팬들이 함께한다는 컨셉으로 진행되었다.

2018년 2월 6일부터 4월 10일까지 뷰티 디렉터 도윤범과 함께 KBS W 《The Beauty a Week》의 진행을 맡았고, 5월 3일부터 웹 뷰티 예능《여우들의 은밀한 수다S/S》의 진행을 맡았었다. 그후 박규리는 5월 18일에 개최된 제23회 춘사영화제에서 양동근과 함께 진행을 맡았다.
5월 19일 홍대 하나투어 V홀에서 국내 첫 단독 팬미팅 'Gyuri's B-DAY'를 개최했다. 90여 분 동안 진행된 이번 팬미팅은 근황 토크를 시작으로 팬들의 참여로 진행되는 여러 가지 게임과 카라 시절 히트곡 무대를 선보이며 다 함께 추억을 되짚어 보는 시간을 가졌으며,5월 21일 박규리의 생일을 맞아 다 함께 축하하는 의미가 더해졌다.
2018년 8월 20일부터 21일까지 네이버 TV에서 방영된 웹예능 《뷰티, 촌에 가다.》에 출연했다.

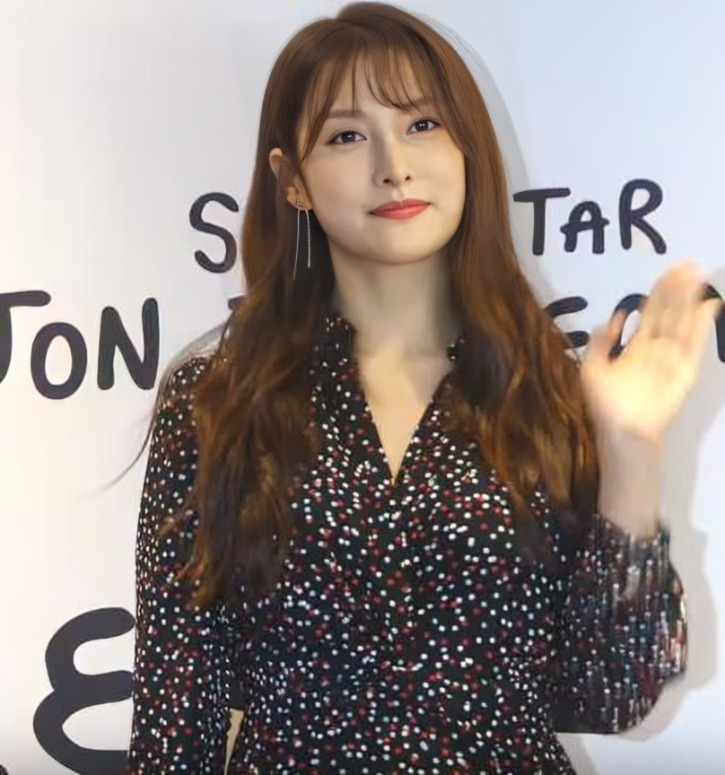
2019년 6월 13일 Factory : 슈퍼스타 존버거맨 전 개막식 행사에 참석한 박규리

2018년 교토 영화제 초청작으로 주목 받았던 영화 《각자의 미식》이 2019년 3월 7일 디지털 개봉을 했다. 음식에 관한 미식 여행을 떠나는 내용을 그린 드라마 장르의 영화로 박규리는 강릉을 사랑했지만 어느덧 열정이 식어버린 사회 초년생 소은 역을 맡아 까다롭지만 프로페셔널한 음식평론가 김정중 역을 맡은 배우 임원희와 함께 열연을 펼쳤다. 두 사람은 열정과 냉소, 유머와 감동을 오가는 환상적인 호흡을 보여줬다.
2020년에 개봉된 인간과 AI가 공존하는 미래 (2030년)의 도쿄를 배경으로 한 영화 《Revive by TOKYO24》에 출연한다. 이 작품은 2030년 도쿄에서 첫 AI 형사가 등장하는 특별 범죄 수사팀 T24의 활약을 담은 영화 '도쿄24'의 스핀오프 버전이다. 그녀는 특별수사관 안도 아야 역을 맡았으며, 또한 영화의 주제가에도 참여했다.
제17회 모나코 영화제에서 SF Fantasy 영화상을 수상했다.

## 음악 활동

### 음반

#### OST
| 앨범 정보                                                                    | 가수   | 수록곡                                                   |
| ---------------------------------------------------------------------------- | ------ | -------------------------------------------------------- |
| 대물 OST - 발매일 : 2010년 12월 16일                                         | 박규리 | - My Love (Duet. 강지영)                                 |
| 시티헌터 OST - 발매일 : 2011년 6월 23일                                      | 박규리 | - 그대만 봐요                                            |
| 애정만만세 OST - 발매일 : 2011년 7월 22일                                    | 박규리 | - 갈팡질팡 (Duet. 조현영)                                |
| 맛있는 인생 OST - 발매일 : 2012년 6월 8일                                    | 박규리 | - 영혼보다 사랑해                                        |
| 대풍수 OST - 발매일 : 2012년 10월 10일                                       | 박규리 | - 운명을 깨고                                            |
| 네일샵 파리스 OST - 발매일 : 2013년 5월 10일                                 | 박규리 | - 기다릴 거에요                                          |
| 갈릴레오 OST - 발매일 : 2013년 7월 22일                                      | 박규리 | - 最愛/Saiai(최고의 사랑) - KISSして/Kissshite(키스해줘) |
| 아이언맨 OST - 발매일: 2014년 9월 24일                                       | 박규리 | - Hello (Duet.한승연)                                    |
| 뮤지컬 ‘국화꽃 향기’ OST - 발매일 : 2014년 10월 15일                         | 박규리 | - 그때 그대 (Duet.형곤)                                  |
| DSP Special Album `White Letter` (시크릿러브 OST) - 발매일: 2014년 12월 15일 | 박규리 | - 첫사랑 (Duet.한승연)                                   |
| 영화 두 개의 연애 OST - 발매일: 2016년 4월 8일                               | 박규리 | - 봄눈                                                   |
| 너의 등짝에 스매싱 OST Part 1 - 발매일: 2017년 12월 27일                     | 박규리 | - Universe - Universe (Inst.）                           |

### 피쳐링
| 앨범 정보                                                        | 가수             | 수록곡                      |
| ---------------------------------------------------------------- | ---------------- | --------------------------- |
| 홍경민 10집 Special Edition - 발매일: 2010년 2월 4일             | 홍경민           | - Day After (feat.박규리)   |
| From The Airport 2집 The Boy Who Jumped - 발매일: 2017년 2월 7일 | From The Airport | - Night & Day (feat.박규리) |

### 콜라보레이션
| 앨범 정보                                  | 가수                    | 수록곡                |
| ------------------------------------------ | ----------------------- | --------------------- |
| 어린왕자 - 발매일: 2015년 6월 15일         | 박규리 From The Airport | 1. 어린왕자 2. Return |
| everlasting love - 발매일: 2019년 6월 12일 | 박규리 카이조 료타      | 1. everlasting love   |

### 참여앨범
| 앨범명/정보                                                         | 수록곡                               |
| ------------------------------------------------------------------- | ------------------------------------ |
| 새시대 통일의 노래 - One Dream One Korea - 발매일 : 2015년 9월 21일 | - One Dream One Korea (Original Ver) |

### 작사
- 2012년 《백일몽》
- 2014년 《이야기》
- 2015년 《어린왕자》
- 2015년 《Return》

## 출연 작품
역할의 굵은 글씨는 주연작임.

### 뮤지컬
- 2011년 《미녀는 괴로워》 한별/제니 역
- 2023년 《드림하이》 - 윤백희 역 (2023.5.13 ~ 2023.7.23 광림아트센터 BBCH홀)

### 드라마
| 연도 | 방송사      | 제목                   | 역할                 | 비고                                                                  |
| ---- | ----------- | ---------------------- | -------------------- | --------------------------------------------------------------------- |
| 1995 | MBC         | 오늘은 좋은날          | 수미                 | Episode: 소나기                                                       |
| 2001 | SBS         | 여인천하               | 어린 능금            | 김정은 아역                                                           |
| 2008 | MBC         | 그분이 오신다          | 불량 여고생          | 특별출연 (With.니콜, 구하라, 강지영)                                  |
| 2009 | MBC         | 히어로                 | 본인                 | 특별출연 (With.카라)                                                  |
| 2011 | tvN TV 도쿄 | 카라의 이중생활        | 규리                 |                                                                       |
| 2012 | MBC         | 엄마가 뭐길래          | 문희네 집 2층 세입자 | 특별출연                                                              |
| 2013 | MBC QueeN   | 네일샵 파리스          | 홍여주               |                                                                       |
| 2014 | 드라마큐브  | 시크릿 러브            | 박선우               | 옴니버스식 로맨틱 드라마 Episode 5: "천사와 커피를 마셔본 적 있나요?" |
| 2016 | KBS1        | 장영실                 | 주부령               |                                                                       |
| 2017 | KBS1        | 무궁화 꽃이 피었습니다 | 장은주               |                                                                       |
| 2018 | SBS         | 황후의 품격            | 자살을 시도하는 여자 | 특별출연                                                              |

### 영화
| 연도 | 제목              | 역할      | 참고            |
| ---- | ----------------- | --------- | --------------- |
| 2016 | 두 개의 연애      | 미나      |                 |
| 2016 | 어떻게 헤어질까   | 이정      |                 |
| 2017 | 볼링블링          | 보라      | 배리어프리 영화 |
| 2018 | 각자의 미식       | 소은      |                 |
| 2019 | Revive by TOKYO24 | 안도 아야 | 일본 영화       |
|      | 밀약              | 은정      | 특별출연        |

### 애니메이션 더빙
| 연도 | 제목                   | 역할   | 참고                           |
| ---- | ---------------------- | ------ | ------------------------------ |
| 2011 | 《알파 앤 오메가》     | 케이트 | 극장판 애니메이션, 한국어 더빙 |
| 2013 | 《카라 더 애니메이션》 | 규리   |                                |

### 방송
| 방송사                 | 제목                                   | 기간                                |
| ---------------------- | -------------------------------------- | ----------------------------------- |
| KBS 2                  | 《스타 골든벨》                        | 2009년 10월 24일 ~ 11월 8일         |
| MBC                    | 《룰루랄라》                           | 2011년 12월 11일 ~ 2012년 2월 19일  |
| MBC                    | 《쥬얼리 하우스》                      | 2012년 6월 21일 ~ 2012년 7월 5일    |
| MBC                    | 《무작정 패밀리》                      | 2012년 6월 17일 ~ 2012년 8월 1일    |
| SBS MTV                | 《THE SHOW》                           | 2013년 10월 8일 ~ 2014년 5월 27일   |
| SBS                    | 《SNS 원정대 일단 띄워》               | 2014년 6월 9일 ~ 2014년 6월 23일    |
| tvN                    | 《오늘부터 출근》                      | 2014년 10월 23일 ~ 2014년 11월 20일 |
| 네이버TV               | 《통하는 여행 시즌3 - 일본 사가현 편》 | 2017년 3월 29일 ~ 2017년 4월 20일   |
| KBS W                  | 《The Beauty a Week》                  | 2018년 2월 6일 ~ 2018년 4월 10일    |
| 네이버TV, 티빙         | 《여우들의 은밀한 수다 S/S'》          | 2018년 5월 3일 ~ 2018년 7월 26일    |
| 네이버TV, MBC 에브리원 | 《뷰티,촌에가다》                      | 2018년 8월 20일 ~ 2018년 8월 21일   |
| 매일경제TV             | 《왓 위민 원트》                       | 2018년 11월 28일 ~ 2019년 1월 23일  |

### 라디오
| 방송사       | 프로그램명                                          | DJ                      | 기간                               |
| ------------ | --------------------------------------------------- | ----------------------- | ---------------------------------- |
| SBS 파워FM   | 《SS501의 뮤직하이》                                | 박규리, 한승연 (일일DJ) | 2009년 5월 7일 ~ 5월 13일          |
| SBS 파워FM   | 《SS501의 뮤직하이》                                | 박규리 (일일DJ)         | 2009년 9월 12일 ~ 9월 14일         |
| MBC FM4U     | 《두시의 데이트 박명수입니다》                      | 박규리 (일일DJ)         | 2009년 10월 28일 ~ 10월 29일       |
| SBS 파워FM   | 《송은이, 신봉선의 동고동락》                       | 박규리, 구하라 (일일DJ) | 2010년 1월 4일                     |
| MBC 표준FM   | 《신동, 김신영의 심심타파》                         | 박규리 (일일DJ)         | 2010년 2월 16일                    |
| MBC 표준FM   | 《신동, 박규리의 심심타파》                         | 박규리                  | 2010년 5월 5일 ~ 2011년 1월 18일   |
| MBC 표준FM   | 《신동, 박규리의 심심타파》                         | 박규리                  | 2011년 3월 21일 ~ 2011년 10월 2일  |
| KBS 쿨FM     | 《조윤희의 볼륨을 높여요》                          | 박규리 (일일DJ)         | 2017년 2월 22일                    |
| 방송사       | 프로그램명                                          | 고정게스트              | 기간                               |
| KBS Happy FM | 박준형의 FM 인기가요 ‘돌아온 남과 여’               | 박규리                  | 2007년 12월 20일 ~ 2008년 2월 28일 |
| KBS Cool FM  | 슈퍼주니어의 키스 더 라디오 ’형처럼 살지 마라 2’    | 박규리                  | 2008년 12월 6일 ~ 2009년 2월 21일  |
| KBS Cool FM  | 슈퍼주니어의 키스 더 라디오 ’라이브 리서치’         | 박규리, 강지영          | 2009년 9월 14일 ~ 10월 21일        |
| KBS Cool FM  | 슈퍼주니어의 키스 더 라디오 ’막무가내 리서치’       | 박규리, 강지영          | 2009년 11월 4일 ~ 2010년 4월 14일  |
| SBS 파워FM   | 송은이, 신봉선의 동고동락 《두 남녀가 미치는 영향》 | 박규리                  | 2009년 9월 25일 ~ 2010년 1월 18일  |
| MBC 표준FM   | 박경림의 별이 빛나는 밤에 ‘퀴즈열전’                | 박규리                  | 2009년 10월 22일 ~ 11월 26일       |
| MBC 표준FM   | 박경림의 별이 빛나는 밤에 ’1030상담소’              | 박규리                  | 2009년 12월 3일 ~ 2010년 4월 1일   |
| MBC 표준FM   | 강타의 별이 빛나는 밤에 ’반반토크-정말일까?’        | 박규리                  | 2016년 6월 27일 ~ 2017년 3월 6일   |
| MBC 표준FM   | 강타의 별이 빛나는 밤에 ’별밤대학교 별빛동아리’     | 박규리                  | 2017년 3월 15일 ~ 2017년 4월 26일  |

## 그 외 활동
| 연도 | 제품명                                 | 품목   | 비고                                                      |
| ---- | -------------------------------------- | ------ | --------------------------------------------------------- |
| 2006 | 미녀는 석류를 좋아해 (박규리)          | 음료   | 광고 촬영(TV) - 2011년 6월호 인스타일(In Style) 잡지 모델 |
| 2011 | 네이쳐리퍼블릭 (구하라,박규리, 강지영) | 화장품 | 광고 촬영(TV)                                             |
| 2011 | 안나수이 (박규리)                      | 화장품 | 광고 모델 / 광고 촬영(TV)                                 |
| 2012 | 슈에무라 (박규리)                      | 화장품 | 광고 모델 / 광고 촬영(TV)                                 |

### 홍보대사
| 연도   | 경력                                                                        |
| ------ | --------------------------------------------------------------------------- |
| 2013년 | - 범국민 언어문화개선운동 홍보대사                                          |
| 2015년 | - 제7회 강릉커피축제 홍보대사                                               |
| 2017년 | - 월드쉐어 해외 아동결연 캠페인 홍보대사 - 제1회 신필름 예술영화제 홍보대사 |

### 화보
- 코스모폴리탄 12월호

## 서적
- 2016년 〈엄마와 나 그리고 아빠〉(번역)-(로크미디어, ISBN 9791160483000)[39]
- 2017년 사진집 〈Book Of Days〉[40]

## 수상 내역
| 연도 | 시상식                      | 부문              | 작품                   | 결과 | 출처   |
| ---- | --------------------------- | ----------------- | ---------------------- | ---- | ------ |
| 2017 | 제10회 코리아 드라마 어워즈 | 한류 스타상       | 무궁화 꽃이 피었습니다 | 수상 | [ 23 ] |
| 2020 | 제17회 모나코 국제 영화제   | SF Fantasy 영화상 | 리바이브 by 도쿄24     | 수상 | [ 41 ] |

## 가족 관계
- 어머니 : 박소현 (1950년 2월 10일 ~

### 참조주
1. ↑  許惠晴 (2011년 9월 7일). “《KARA》扭屁屁夯爆　木村拓哉也瘋狂”. 《台北報導》 (Nownews). 2015년 6월 19일에 원본 문서에서 보존된 문서.
2. ↑  카라 박규리, 첫 더빙도전에 관계자 극찬 "역시 성우딸" 마이데일리. 2010년 10월 22일
3. ↑  박규리 학력(0:41)
4. ↑  김주영 (2016년 2월 6일). “박규리, 드라마 '여인천하' 아역배우 출신? "어디있나 찾아보니.."”. 코리아데일리.
5. ↑  “카라 박규리-강예솔, 6년 전 이준기 석류광고 단역모델 '미녀인증'”. 《enews24》. 2012년 9월 26일. 2018년 6월 28일에 원본 문서에서 보존된 문서. 2018년 6월 28일에 확인함.
6. ↑  “카라 박규리 `미녀는 괴로워`로 뮤지컬 도전”. 이데일리. 2011년 6월 15일.
7. ↑  “신동 박규리 더빙 '알파 앤 오메가', '아이돌 더빙' 흥행 잇는다”. 노컷뉴스. 2010년 12월 28일.
8. ↑  심지혜 (2013년 4월 30일). “박규리 캐스팅 비화 "던져서 물면 다행, 아님 말고"”. 뉴스데일리.
9. ↑  이정아 (2013년 9월 23일). “카라 승연-규리, 음악 프로 '더쇼' MC 낙점”. 《SBS Sports》.
10. ↑  “카라 애니메이션 日 방영, “반응은…””. 《동아일보》. 2013년 3월 12일.
11. ↑  “카라 5인 출연작 '시크릿 러브', 6월 첫방송 확정”. OSEN. 2014년 5월 30일.
12. ↑  탈퇴 이후 첫 행보로 '장영실' 택한 박규리 아시아경제. 2016년 1월 31일
13. ↑  “카라 박규리, 스크린 데뷔작 '두 개의 연애' 4월 개봉 확정”. 스포츠월드. 2016년 3월 27일.
14. ↑  “박규리, '두개의 연애' 엔딩 타이틀곡 참여…박지윤 곡 리메이크”. 《엑스포츠뉴스》. 2016년 4월 12일.
15. ↑  김보라 (2016년 12월 29일). “'두 개의 연애' 박규리 "대사 90%가 일어, 연기 쉽지 않았다" [화보]”. OSEN. 2017년 4월 17일에 확인함.
16. ↑  김하진 (2016년 7월 20일). “박규리, 모션미디어와 전속계약..연기자로 새 출발”. 텐아시아. 2017년 12월 22일에 원본 문서에서 보존된 문서. 2017년 12월 19일에 확인함.
17. ↑  이소연 (2015년 12월 22일). “박규리 서준영 멜로 영화 '어떻게 헤어질까' 남녀주인공 호흡”. 스포츠투데이. 2016년 4월 15일에 원본 문서에서 보존된 문서. 2016년 4월 3일에 확인함.
18. ↑  박규리 "홀로 배우 활동..카라, 참 든든했구나 생각" 스타뉴스. 2016년 10월 26일
19. ↑  현지민 (2017년 4월 19일). “박규리X고인범X박해미, ‘무궁화 꽃이 피었습니다’ 합류”. 텐아시아. 2017년 7월 31일에 원본 문서에서 보존된 문서. 2017년 7월 31일에 확인함.
20. ↑  “배리어프리 영화 ‘볼링블링’ 제작…6월 온라인 공개”. 에이블뉴스. 2017년 4월 27일.
21. ↑  조해진 (2017년 12월 27일). “박규리 '너의 등짝에 스매싱' OST 첫 주자 'UNIVERSE'”. 《enews24》. 2018년 8월 23일에 원본 문서에서 보존된 문서. 2018년 8월 23일에 확인함.
22. 1 2  김지현 기자 (2017년 10월 3일). “박규리, 2017 코리아드라마어워즈 한류스타상”. TV리포트. 2022년 12월 6일에 원본 문서에서 보존된 문서. 2020년 12월 3일에 확인함.
23. ↑  “박규리, 日 팬미팅 성료... 팬들과 2017년 마지막 함께”. 《엑스포츠뉴스》. 2018년 1월 3일.
24. ↑  박건욱 (2018년 2월 6일). “박규리-도윤범, 뷰티 프로그램 'The Beauty a Week' MC 발탁”. 《한국일보》. 2018년 5월 26일에 원본 문서에서 보존된 문서. 2018년 5월 26일에 확인함.
25. ↑  한현정 (2018년 4월 24일). “카라 출신 박규리, 뷰티예능 ‘여우들의 은밀한 수다 S/S‘ MC 낙점”. 《스타투데이》.
26. ↑  신연경 (2018년 5월 14일). “박규리X양동근, ‘제 23회 춘사영화제’ MC 확정…오는 18일 개최(공식)”. 《MK스포츠》.
27. ↑  “박규리, 19일 국내 첫 단독 팬미팅 개최 “오랜 팬들과 만나 설레””. 스포츠 동아. 2018년 5월 9일.
28. ↑  천윤혜 (2018년 8월 20일). “'뷰티, 촌에 가다', 김지민X송해나X박규리X박소영의 친자연주의 힐링 뷰티”. 《헤럴드pop》.
29. ↑  김보라 (2019년 2월 19일). “'각자의 미식' 박규리X임원희, 3월 7일 IPTV 첫 공개”. 《OSEN》.
30. ↑  “山本裕典、舞台に続き銀幕復帰へ　主演に「とても光栄です」”. 《오리콘 뉴스》. 2018년 12월 21일. 2018년 12월 22일에 원본 문서에서 보존된 문서. 2018년 12월 22일에 확인함.
31. ↑  윤기백 (2019년 1월 10일). “카라 출신 박규리, 日 영화 ‘리바이브 by 도쿄24’ 여주인공 캐스팅”. 《스포츠월드》.
32. ↑  김한나 (2018년 12월 13일). “‘황후의 품격’ 박규리, 짧지만 강렬 임팩트…절절한 눈물연기 ‘시선집중’”. 《한국일보》.[깨진 링크(과거 내용 찾기)]
33. ↑  이경호 (2018년 2월 13일). “박규리, 이정현 주연 '밀약' 특별출연..짧지만 강렬”. 《스타뉴스》.
34. ↑  유상우 (2013년 12월 16일). “안성기·카라·이상봉·김준호…‘범국민 언어문화개선운동’ 알립니다”. 뉴시스. 2017년 7월 31일에 원본 문서에서 보존된 문서. 2016년 12월 28일에 확인함.
35. ↑  유형재 (2015년 8월 21일). “카라 박규리, 강릉커피축제 홍보대사로 위촉”. 연합뉴스.
36. ↑  하경헌 (2017년 3월 8일). “카라 출신 박규리, 해외 아동결연 캠페인 ‘월드쉐어’ 홍보대사”. 스포츠경향.
37. ↑  “윤박과 박규리 ‘제1회 신필름 예술영화제’ 홍보대사 위촉”. 뉴스타운. 2017년 10월 24일. 2017년 10월 24일에 원본 문서에서 보존된 문서. 2017년 10월 24일에 확인함.
38. ↑  이호연 (2016년 11월 29일). “박규리, 日 에세이로 번역가 데뷔 "카라 활동 때 인연"”. 헤럴드pop.
39. ↑  지민경 (2018년 3월 9일). “박규리, 첫 단독 화보집 발매 "여배우 느낌 물씬"”. 《OSEN》.
40. ↑  강민경 기자 (2020년 3월 2일). “박규리, 모나코영화제 수상 인증..규리 여신의 美소”. 스타뉴스.